# 33495 Schaferjames
33495 Schaferjames este o planetă minoră (asteroid), cu un diametru de 2,881 km, din centura de asteroizi. A fost descoperită pe 15 aprilie 1999 la Experimental Test Site⁠(d) de Lincoln Near-Earth Asteroid Research. 
Obiectul prezintă o orbită caracterizată de o semiaxă mare de 2,2220884 UAi, o excentricitate de 0,13, o înclinație de 4,505 ° în raport cu ecliptica.